# Чулым (Кемеровская область)
Чулым — село в Тяжинском районе Кемеровской области. Входит в состав Чулымского сельского поселения.

## География
Центральная часть населённого пункта расположена на высоте 214 метров над уровнем моря.

## Население
По данным Всероссийской переписи населения 2010 года, в селе Чулым проживает 678человека (338мужчин, 340 женщин).